# جورج أمير اليونان والدنمارك

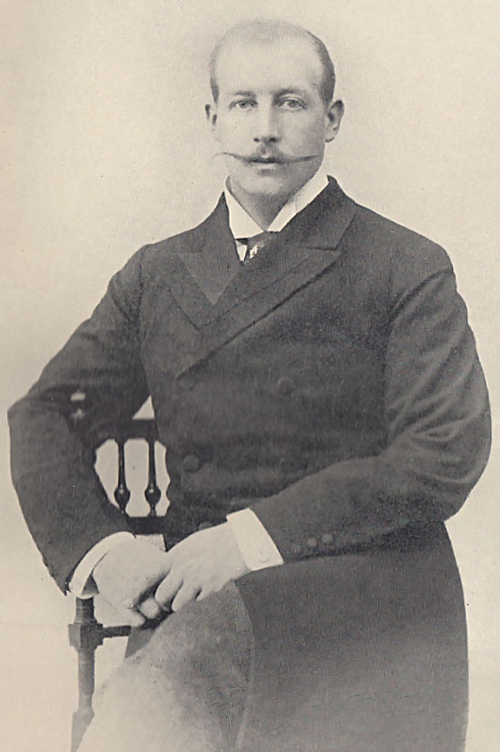
جورج أمير اليونان والدنمارك.

جورج أمير اليونان والدنمارك (باليونانية: Πρίγκιπας Γεώργιος της Ελλάδας) (24 يونيو 1869 - 25 نوفمبر 1957) كان الابن الثاني لجورج الأول ملك اليونان وأولغا كونستانتينوفنا دوقة روسيا.